# Ulica Powiatowa w Zamościu
Ulica Powiatowa – jedna z głównych ulic Zamościa, która jest jednojezdniowa i jest drogą wylotową z miasta na północ (w kierunku Chełma).

## Historia
Ulica ta została wytyczona w XVIII wieku jako droga łącząca Zamość ze Skierbieszowem. Pierwotnie miała ona inny przebieg od centrum do dzisiejszej ul. Wojska Polskiego (dalej biegła podobnie jak obecnie), ponieważ przechodziła ona przez obecny teren Koszar i zakręcała w kierunku południowym przed obecnym szpitalem (biegła wtedy równolegle do obecnej ul. Przemysłowej). Wraz z powstaniem przedmieścia Majdanek (nazwa wzięta od pobliskiego Majdanu, dzisiejszego osiedla miejskiego) poprzez osiedlenie się mieszkańców z Przedmieścia Lubelskiego (zlikwidowanego podczas przebudowy Twierdzy Zamość), powstała nowa droga (obecna ul. Wojska Polskiego), która łączyła ul. Powiatową z drogą wylotową z Zamościa do Lublina, tworząc obecny przebieg trasy do Chełma.

### Nazwa
Ulica ta otrzymała nazwę dopiero w latach 20. XX wieku jako ul. Powiatowa. Do 1963 roku nazwa ta obejmowała również obecną ul. Wojska Polskiego.

## Obecnie
Obecnie ulica ciągnie się głównie przy osiedlach jednorodzinnych i jest połączeniem centrum miasta z os. Majdan (przecinając Obwodnicę Hetmańską). Ulica ta jako jedna z trzech w Zamościu przebiega przez wiadukt nad linią kolejową. W jej pobliżu, po zachodniej stronie za Obwodnicą Hetmańską (na linii pod wiaduktem), znajduje się nieczynna stacja Zamość Północny.